# Robin Mayr-Fälten
Robin Mayr-Fälten (* 9. Jänner 2001) ist ein österreichisch-schwedischer Fußballspieler.

## Karriere
Mayr-Fälten begann seine Karriere beim SK Amateure Steyr. 2014 wechselte er zum SV Garsten. Im Juni 2017 spielte er erstmals für die Kampfmannschaft von Garsten in der sechstklassigen Bezirksliga.
Zur Saison 2018/19 wechselte er zur ebenfalls sechstklassigen Zweitmannschaft des SK Vorwärts Steyr. Im März 2019 stand er gegen den FC Liefering erstmals im Kader der ersten Mannschaft der Steyrer. Im April 2019 debütierte er für diese in der 2. Liga, als er am 23. Spieltag der Saison 2018/19 gegen die WSG Wattens in der Halbzeitpause für Christian Lichtenberger ins Spiel gebracht wurde. Zur Saison 2019/20 wechselte er zum leihweise fünftklassigen UFC St. Peter/Au. Nach 13 Einsätzen für St. Peter kehrte er zur Saison 2020/21 zu Steyr zurück und rückte fest in den Kader der Profis.
Für die Profis von Steyr absolvierte er in der Saison 2020/21 zehn Zweitligapartien. Zur Saison 2021/22 wurde er ein zweites Mal nach St. Peter/Au verliehen. Für St. Peter kam er diesmal zu 20 Einsätzen in der 2. Landesliga. Zur Saison 2022/23 kehrte Mayr-Fälten nicht nach Steyr zurück, sondern wechselte mit seinem Bruder zum viertklassigen SV Grün-Weiß Micheldorf.

## Persönliches
Sein Bruder Luca (* 1996) ist ebenfalls Fußballspieler.